# Leopold Brandstätter

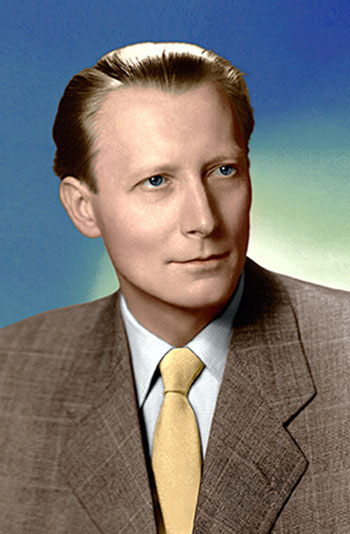
Leopold Brandstätter

Leopold Brandstätter, Pseudonym Leobrand (* 20. Februar 1915 in Wallern an der Trattnach; † 26. Februar 1968 in Linz), war ein österreichischer Esoteriker und Gründer der Weltanschauungsgemeinschaft Welt-Spirale.

## Leben
Bereits als Zwölfjähriger auf der von Jesuiten geführten Klosterschule in Linz beschäftigte sich Brandstätter mit Grundfragen der Philosophie und Ethik. In Wien studierte er einige Semester Naturwissenschaften und Theologie. In den 1930er Jahren hielt er in Linz in kleinen Zirkeln seine ersten Vorträge. Zum Broterwerb arbeitete er als technischer Kaufmann und Abteilungsleiter in einem großen Linzer Industriewerk.
Nach 1945 lernte er die Werke des Agni Yoga kennen. Er kaufte die russischen Originalwerke, die von Agni-Yoga-Anhängern aus Riga nach Deutschland gebracht wurden. Angeblich bekam er das Copyright für die Übersetzungen ins Deutsche unmittelbar von Svetoslav Roerich, was aber nach Brandstätters Tod bestritten wurde. Während er die Übersetzungen leitete, verfasste er von 1954 bis 1959 36 einführende Briefe über Lebendige Ethik, welche seinen  Angaben zufolge  das notwendige esoterische Grundwissen vermitteln und die Aufnahme der Originalwerke erleichtern sollten.
Leobrand beschäftigte sich in den 1950er Jahren auch mit technischen Problemen, wobei er wesentlich von Viktor Schauberger beeinflusst war, dessen Aufzeichnungen er 1958 übernahm. Er konstruierte eine implosionistische Leobrand-Wirbelturbine, für die er ab April 1962 mehrmals vergeblich in Wien die Patentierung beantragte.
Ab Januar 1962 fungierte er als Eigentümer, Verleger, Herausgeber und verantwortlicher Schriftleiter der Monatszeitschrift Welt-Spirale – Zeitschrift für Fortschritt und Lebenserneuerung (ab Oktober 1962: Welterneuerung). Am 24. März 1962 fand in Linz der erste Kongress der Welt-Spirale statt, die offizielle Gründung der Gemeinschaft folgte am 30. Januar 1963. Den Schulungskurs im Sommer 1963 besuchten etwa hundert Mitglieder und Freunde.
Leopold Brandstätter starb am 26. Februar 1968 an den Folgen einer Operation. Zu dieser Zeit bestanden fünf Ortsgruppen der Welt-Spirale in Österreich, 18 in Deutschland und eine in Italien mit insgesamt etwa fünftausend Mitgliedern. Nach seinem Tod traten die schon länger schwelenden Konflikte zutage, die sich unter anderem an seinem autoritären Führungsstil entzündeten; es kam zu Abspaltungen.

## Publikationen
- 1955–1961: 36 Lektionen Briefe über Lebendige Ethik
- 1957: Psychische Energie (Geisteswissenschaft und Psychologie)
- 1958: Heilung durch psychische Energie (Geisteswissenschaft und Gesundheit)
- 1966: Freude (Philosophie)
- 1967: Der Ausweg (Politik)
- 1968: Neues Europa und Welt-ABC (Politik)
- 1968: Das neue universelle Weltbild (Weltanschauung)
- 1968: Spiralik (Architektur der Zukunft)
- 1953–1968: Sonderdrucke, Artikel in Zeitschriften, Manuskripte
- 1976: Der auferstandene Gott (Geisteswissenschaft, Zusammenstellung aus o. a. Artikeln)